# Кондратьев, Дмитрий Евгеньевич
Дмитрий Евгеньевич Кондра́тьев (30 апреля 1975) — российский футболист, нападающий, полузащитник, игрок в мини-футбол.

## Биография
Карьеру начал в любительском клубе «Авангард» Зеленодольск в 1992 году. С 1994 года выступал в третьей лиге за «Прогресс» Зеленодольск. В 1998 году перешёл из команды, игравшей во втором дивизионе в клуб первого дивизиона «Нефтехимик» Нижнекамск. В дальнейшем играл за команды второго дивизиона «Диана» Волжск (1999—2001), «Алнас» Альметьевск (2001—2002), «Спартак» Йошкар-Ола (2003). В сезоне 1999/2000 в составе клуба чемпионата Азербайджана «Карабах» Агдам сыграл пять матчей, забил три гола.
Играл в любительских клубах «Позис»/«Зеленодольск» (2004—2006, 2011—2013), «Авангард» Зеленодольск (2007), «Юрма» Чебоксары (2008), «Ибреси» Ибреси (2009—2010).
В сезонах 1996/97 — 1998/99 выступал за мини-футбольный клуб «Диана» Зеленодольск.
В 2016—2017 годах работал главным тренером «Зеленодольска», выступавшего в чемпионате Татарстана. В 2016 году команда стала чемпионом, а в начале 2017 года — обладателем Суперкубка республики, однако в ходе сезона 2017 года из-за отсутствия финансирования скатилась в аутсайдеры.